# Banska kosa (mikroregija)
Banska kosa, jedna od 4 baranjske mikroregije. Obuhvaća uzvisinu Bansku kosu i naselja uz nju: Batina, Beli Manastir, Kamenac, Karanac, Kotlina, Podolje, Suza i Zmajevac.

## Napomena
- U "Leksikonu naselja Hrvatske" Božidara Feldbauera (2004-2005. g.) stoji da Suza pripada mikroregiji Baranjska nizina. Vjerojatno se radi o grešci jer nema razlike u geografskom položaju Suze i npr. Zmajevca.